# Lodovico Biagi
Lodovico Biagi (Firenze, 2 luglio 1803 – Firenze, 13 febbraio 1844) è stato un chirurgo italiano, pioniere della chirurgia plastico ricostruttiva.

## Biografia

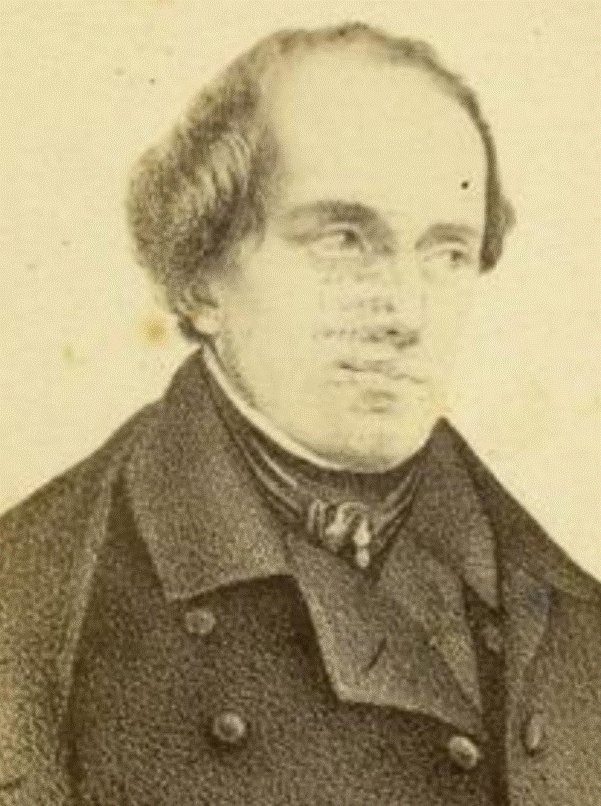
L.Biagi - Ritratto

Lodovico Biagi nacque a Firenze il 2 luglio 1803 da Leopoldo Biagi, spedizioniere fiorentino e da Leopolda Corsi, primo di quattro figli (dopo di lui Alamanno, Antonio e Alessandro)
Della sua adolescenza poco si sa se non che studiò certamente con profitto pianoforte, tanto da stimolare la passione per la musica anche nei tre fratelli minori Alamanno, Antonio e Alessandro. Lodovico fu infatti il primo maestro di pianoforte di Antonio e Alessandro che poi proseguirono iscrivendosi all'età di 13 anni il primo e 11 anni il secondo all'Accademia di Firenze (Alessandro ne diventerà 27 anni dopo a sua volta insegnante, stimato musicista e compositore). La passione di Lodovico per la musica contagiò qualche anno prima anche l’altro fratello, Alamanno, che invece diventò un importante violinista e direttore d’orchestra della Pergola oltre a prolifico compositore di musica sacra.
Lodovico cominciò i suoi studi da chierico nel Collegio Eugeniano, istituzione fondata nel 1435 da Papa Eugenio IV per l’istruzione dei chierici del Duomo di Firenze. Ebbe come maestri i sacerdoti Giovanni Battista Parretti (futuro Vescovo di Fiesole e Arcivescovo di Pisa) e Francesco Grazzini (futuro Vicario Generale di Firenze) che lo avviarono allo studio delle lettere italiane e latine. Scoprì presto che la carriera ecclesiastica non era nelle sue aspirazioni tanto che cambiò scuola, si iscrisse ad un altro Istituto, condotto comunque da religiosi (i Padri Calasanziani) e, pur mantenendo vivo lo studio della letteratura latina, cambiò indirizzo e cominciò ad avvicinarsi alle scienze matematiche e filosofiche. Nel 1823 imboccò quella che sarà in seguito la sua strada maestra frequentando la Scuola Medico-Chirurgica di Firenze, istituto di ottimo livello che aveva annoverato nel corpo docente illustri pionieri della chirurgia come Antonio Benevoli, Antonio Cocchi, Angelo e Lorenzo Nannoni.

Nel 1826 collaborò con l’amico Tommaso Biancini (Prosettore e Ripetitore di Notomia Umana dell’Università di Pisa) al suo primo lavoro scientifico in ostetricia il cui scopo era dirimere la controversia ancora molto accesa tra gli scienziati in pieno ottocento circa la sussistenza o meno di uno scambio ematico utero-placentare.  Si tratterà di un esperimento (il quarto degli almeno tredici che Biancini organizzerà anche con l’aiuto di altri) eseguito il 12 gennaio 1826 sul corpo di una giovane fiorentina deceduta post parto per una imponente emorragia. Biancini e Biagi trovarono un riscontro positivo alla teoria del “commercio sanguigno” (cosi si definiva allora la circolazione ematica) osservando chiari segnali del propagarsi del liquido di contrasto, iniettato dal Biagi, dall'utero alla placenta. Biancini darà conto di questi esperimenti in una lezione tenuta all'Accademia Medico-Fisica fiorentina nell'adunanza del 29 dicembre 1827 che verrà pubblicata qualche anno dopo dal medesimo editore in uno specifico trattato

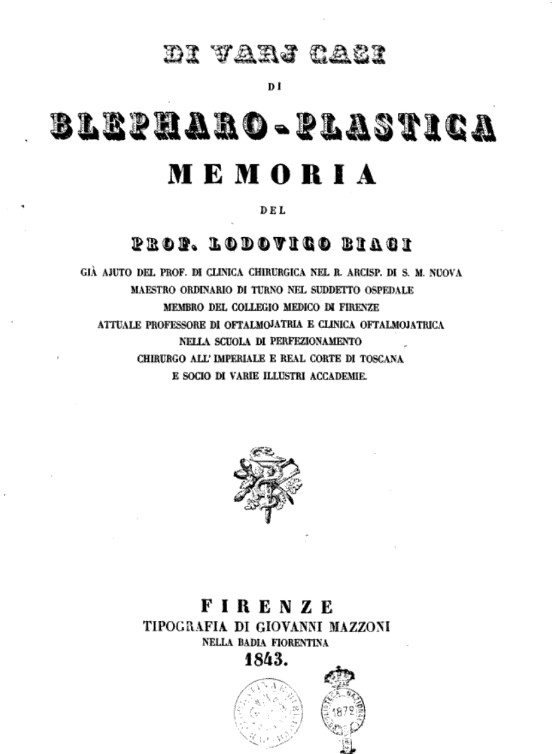
Trattato "Vari Casi di Blepharo-plastica" di Lodovico Biagi 1843

 Nel 1829, un anno dopo la laurea in medicina chirurgia, il Prof Vincenzo Andreini, allievo di Lorenzo Nannoni, volle il Biagi, alunno prediletto, come suo aiuto nella cattedra di Clinica Chirurgica. E il Granduca Leopoldo II non solo ne ratificò immediatamente la nomina ma, un paio d’anni più tardi, lo chiamò a ricoprire il ruolo prestigioso di chirurgo di corte.
In omaggio al suo mentore, Biagi pubblicò nel medesimo anno, per i tipi di Leonardo Ciardetti, un’operetta…corredata di un rame, relativa ad un Bisturi erniotomo nascosto per l’operazione di ernia incarcerata del quale si serve il Prof Vincenzo Andreini.
Nel 1831, continuando a coltivare l’interesse originale in Ginecologia e Ostetricia, su iniziativa di Teofilo Salucci, incisore toscano, si offrì di tradurre dal francese un importante testo di Jacques-Pierre Maygrier (1771-1835), medico francese e rinomato ostetrico, che nella versione italiana sarà intitolato “Nuove dimostrazioni di ostetricia”. Biagi si occupò oltre che della traduzione anche di coordinare l’attività di incisione delle 79 particolareggiate tavole illustrative che accompagnavano il libro medesimo.
Nel 1833 divenne membro della Società Medico-Fisica di Firenze nonché del Collegio Medico e cinque anni dopo, nel 1838, assunse l’incarico di Maestro Chirurgo di Turno del Regio Spedale di Santa Maria Nuova. In quegli anni crebbe l’interesse di Biagi per la ricerca pura. Condusse, fra gli altri, una serie di esperimenti per dimostrare l’efficacia della china nel trattamento chirurgico e sviluppò un interesse specifico per gli interventi di chirurgia oculistica, tanto da indirizzare decisamente in quest’ambito (nella blefaroplastica in particolare) il suo orientamento specialistico.
Nel 1839, di rientro da un lungo viaggio di studio in Germania e Austria (con soste a Dresda, Berlino e Vienna), venne nominato professore in oftalmojatria e direttore della clinica oftalmojatrica nella Scuola di perfezionamento chirurgico all'Imperiale e Reale Corte di Toscana di Firenze.
Negli stessi anni e fino alla sua morte fu anche docente di Clinica Oculistica presso l’Università di Pisa.

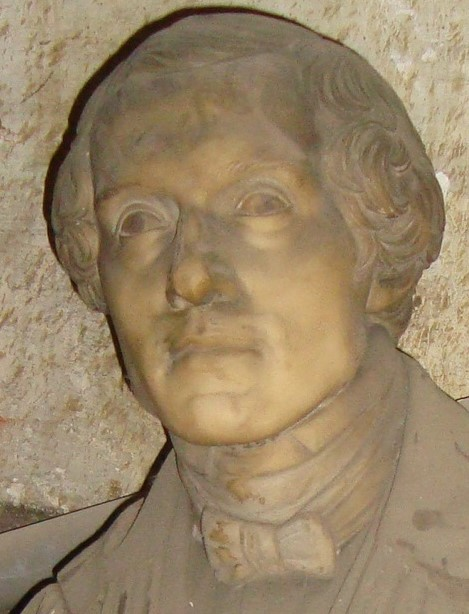
L.Biagi Busto marmoreo (autore ignoto) Ospedale S.M.N. Firenze

Sempre nel ‘39 si impose all'attenzione della comunità scientifica con due pubblicazioni. La prima, nella quale veniva rappresentato un riepilogo della sua attività di chirurgo dello Spedale durante i primi mesi dall'incarico, erano descritti in modo dettagliato ben 54 interventi da lui presieduti fra agosto del 1838 e Novembre 1839. In questa stessa pubblicazione e, in modo più esteso, in un secondo volumetto specificatamente dedicato,  Biagi tratterà di un difficile caso di osteosarcoma brillantemente risolto, primo di una serie di interventi che lo vedranno riconosciuto a pieno titolo nel ruolo di pioniere della chirurgia plastico ricostruttiva moderna. L’intervento si presentava talmente complesso ed impegnativo che Biagi ritenne opportuno commissionare a Luigi Calamai, direttore dell’Officina Ceroplastica del Museo della Specola di Firenze, una serie di modelli in cera del volto della donna prima e dopo l’intervento ad uso meramente didattico e divulgativo. Alcuni dei ceroplasti commissionati al Calamai anche per successivi interventi di chirurgia ricostruttiva in generale e di blefaroplastica in particolare sono ancora oggi conservati al Museo di Anatomia Patologica dell’Università degli Studi di Firenze.
Nel 1841 pubblicò un secondo riepilogo degli interventi chirurgici da lui eseguiti quell'anno (ben 65, descritti in dettaglio da uno studente del suo corso) di varia natura, da quelli oculistici a quelli urologici a quelli oncologici. Interessante una postilla a questa pubblicazione qui riportata per intero per dare evidenza del tipo di  interventi di carattere pionieristico, almeno per l’Italia, effettuati dal Biagi: “Attualmente il Sig. Prof. Biagi si propone di pubblicare i resultati ottenuti nella sua pratica privata sulla cura dello Strabismo, per mezzo della miotomia, eseguita col metodo del Sig. Diessembach, corredando il suo scritto di tavole litografiche, con le quali sia facile ad ognuno farsi idea dello stato relativo degli occhi dopo la operazione. Egli che per il primo in Italia ha intrapresa questa operazione nell'Agosto 1840, possiede attualmente un tal numero di fatti, da potere ormai persuadere della utilità anco coloro che si sono mostrati meno credenti fino a questo momento”.
Biagi dimostrò curiosità scientifica e volontà di confronto costante con i colleghi medici a livello internazionale. Partecipò a diversi seminari e congressi scientifici, non ultimo il terzo Congresso degli Scienziati Italiani che si tenne proprio a Firenze nel 1841 nel corso del quale portò i contributi suoi e della scuola Toscana di cui era alfiere su diverse tematiche di carattere chirurgico. Fece anche diversi viaggi al di fuori dell’Italia per incontrare colleghi europei allo scopo di “importare” nel nostro paese tecniche e metodologie chirurgiche già in uso nel resto d’Europa. Questa sua presunta esterofilia gli valse qualche critica da parte di alcuni colleghi italiani.

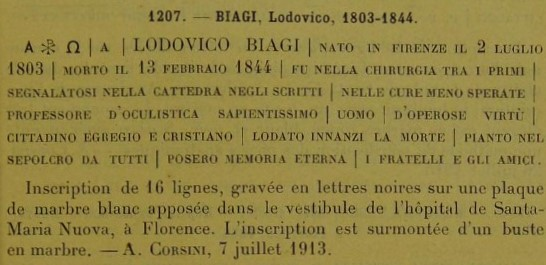
Lodovico Biagi - Epigrafe

Lodovico Biagi morì inaspettatamente, ancora giovanissimo, il 13 febbraio 1844. Trent'anni dopo la sua morte, il fratello musicista Alessandro ottenne che le spoglie del compianto fratello venissero traslate dal chiostro della Chiesa di Santa Maria Nuova dove era stato sepolto per volere del Granduca al vicino costituendo panteon Galli Tassi insieme alla lapide commemorativa e ad un busto marmoreo (autore ignoto) di Lodovico ritratto con toga, mani conserte,  impugnando un ferro chirurgico. Oggi busto e lapide sono posizionate in un sotterraneo dell'ospedale senza pubblico accesso.

## Opere
- Di un bisturi erniotomo nascosto di cui si serve il Prof Vincenzo Andreini nell’operazioni di ernia incarcerata- Descrizione  Firenze Ciardetti 1829
- Breve statistica dei risultamenti ottenuti in due trimestri di clinica chirurgica nel R. Spedale di S.M.Nuova Firenze Piatti 1839
- Di una amputazione di metà della mascella inferiore  Firenze Tipografia dell’insegna di Clio 1839
- Prospetto dei casi più rimarchevoli avvenuti in due trimestri di clinica chirurgica descritti da un suo studente Gustavo Calosi  Firenze Stamperia Granducale 1841
- Di vari casi di blepharo-plastica  Firenze Tipografia Giovanni Mazzoni 1843
- Del trattamento di alcune fratture con l’apparecchio inamidato Firenze Tipografia di Giovanni Mazzoni 1843